# نووووچپشی
نووووچپشی (به لاتین: Novovochepshy) یک منطقهٔ مسکونی در روسیه است که در آدیغیه واقع شده‌است.